# Max Wessel
Max Eduard Wessel (* 27. Mai 1843 in Stüblau; † 5. September 1928 in Danzig) war Landrat, Polizeipräsident und Mitglied des Deutschen Reichstags.

## Leben
Wessel war Gutsbesitzer in Sparau und ab 14. Januar 1880 Landrat im Landkreis Stuhm. Von 1882 bis 1892 war er Mitglied des Preußischen Abgeordnetenhauses und von April 1891 bis 31. August 1892 war er Mitglied des Deutschen Reichstags für den Reichstagswahlkreis Regierungsbezirk Marienwerder 1 (Marienwerder, Stuhm) und die Deutsche Reichspartei. Sein Mandat gab er auf, weil er zum Polizeipräsidenten von Danzig ernannt wurde, was er bis 1919 blieb.